# Раскільдіно
Раскі́льдіно (рос. Раскильдино, чув. Ураскилт) — село у складі Аліковського району Чувашії, Росія. Адміністративний центр Раскільдніського сільського поселення.
Населення — 417 осіб (2010; 545 у 2002).
Національний склад:
- чуваші — 99 %